# Hippocampus camelopardalis
Hippocampus camelopardalis är en fiskart som beskrevs av Giovanni Giuseppe Bianconi 1854. Den ingår i släktet sjöhästar och familjen kantnålsfiskar. IUCN kategoriserar arten globalt som otillräckligt studerad. Inga underarter finns listade i Catalogue of Life.